# Sân bay quốc tế Narita
Sân bay quốc tế Narita (成田国際空港 (Thành Điền quốc tế không cảng) Narita Kokusai Kūkō) (IATA: NRT, ICAO: RJAA) là một sân bay quốc tế tọa lạc tại Narita, Chiba, Nhật Bản, phía Đông của Vùng Đại Tokyo. Narita phục vụ phần lớn các chuyến bay vận chuyển hành khách đến và đi Nhật Bản và cũng là điểm kết nối hàng không chính giữa châu Á và châu Mỹ. Đây là sân bay tấp nập thứ 2 Nhật Bản, là sân bay vận chuyển hàng hóa lớn thứ 2 Nhật Bản, sân bay vận chuyển hàng hóa tấp nập thứ 3 thế giới. Đây là trung tâm hoạt động quốc tế của các hãng hàng không Japan Airlines và All Nippon Airways, và là một trung tâm khu vực châu Á của các hãng Northwest Airlines và United Airlines. Năm 2007, sân bay này phục vụ 35.530.035 khách, đứng thứ 24 trong bảng xếp hạng các sân bay bận rộn nhất thế giới.
Sân bay này được gọi là Sân bay quốc tế Tokyo mới (新東京国際空港 Shin-Tōkyō Kokusai Kūkō) cho đến năm 2004. Trong khi Tokyo là nguồn cung chính về khách và hàng hóa của sân bay này, sân bay này lại nằm xa trung tâm Tokyo (mất 1h bằng tàu Express) và nằm trong một tỉnh khác. Sân bay quốc tế Tokyo (Sân bay Haneda) nằm ở trong nội thành Tokyo là sân bay bận rộn nhất ở Nhật Bản và là sân bay tấp nập thứ tư thế giới dù nó phục vụ rất ít chuyến bay quốc tế.

## Lịch sử
Việc xây dựng và mở rộng sân bay này đã dấy lên tranh chấp bạo loạn giữa chính phủ và nhân dân Nhật Bản. Do những tranh chấp này, các sân bay mới khác như ở Osaka và Nagoya là các sân bay (Kansai và sân bay Chūbu đã được xây ở các đảo lấn biển thay vì xây trong khu dân cư đông đúc.

### Xây dựng
Năm 1962, chính phủ Nhật Bản đã bắt đầu tiến hành nghiên cứu một phương án mới thay thế sân bay Haneda đang quá tải và đề xuất một "Sân bay quốc tế mới Tokyo" để thay thế Haneda tiếp nhận các chuyến bay quốc tế. Tokyo sau chiến tranh đã phát triển nhanh chóng đã khiến cho vùng Quan Đông thiếu đất bằng phẳng để xây sân bay, do đó nơi được lựa chọn là ở tỉnh Chiba. Đầu tiên, các nhà khảo sát đề xuất đặt sân bay ở làng Tomisato; tuy nhiên, địa điểm đã được dời 5 km phía Đông-Bắc của các làng Sanrizuka và Shibayama, nơi Hoàng Gia có một nông trại. Kế hoạch triển khai đã được công bố năm 1966.
Vào thời gian này, phong trào chủ nghĩa xã hội vẫn có sức mạnh đáng kể ở Nhật Bản, thể hiện qua các cuộc bạo loạn của sinh viên ở Tokyo năm 1960. Ngoài ra, những người dân số ở khu vực được lựa chọn xây sân bay này đã sinh sống ở đây đã lâu và không muốn rời bỏ quê cha đất tổ của mình nên nhiều người Nhật "cánh tả mới" phản đối việc xây dựng sân bay Narita với lý do là mục đích chính của việc xây sân bay này là cung cấp thêm phương tiện cho máy bay quân đội Hoa Kỳ trong trường hợp có chiến tranh với Liên Xô. Cuối thập niên 60 của thế kỷ 20, một nhóm các cư dân địa phương phối hợp với các nhà hoạt động sinh viên và các đảng chính trị cánh tả đã lập nên một nhóm mang tên "Liên hiệp Sanrizuka-Shibayama chống lại sân bay (三里塚・芝山連合空港反対同盟 Sanrizuka-Shibayama Rengo Kūkō Hantai Dōmei), sử dụng sự phối hợp giữa kêu gọi dân chúng, kiện ra tòa và chiến thuật chiến tranh du kích để ngăn cản chính phủ phát triển dự án.

### Mở rộng

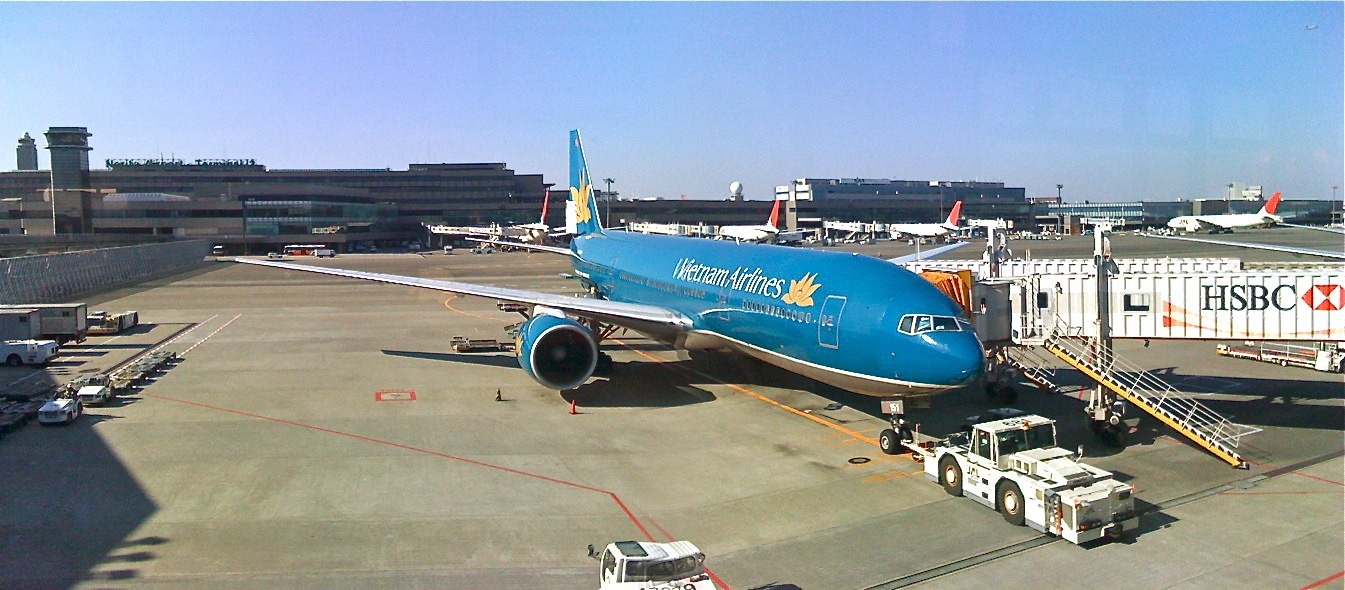
Nhà ga 2

Theo quy hoạch ban đầu, Sân bay quốc tế Tokyo có 3 đường băng: hai đường băng Tây Bắc/Đông Nam song song dài 4000 m và một đường băng giao cắt Đông Bắc/Tây Nam dài 3200 m. Khi sân bay khánh thành năm 1978, chỉ một trong hai đường băng song song đã được hoàn thành, hai đường kia bị trì hoãn để tránh làm trầm trọng thêm tình hình vốn đang căng thẳng ở khu vực xung quanh. Quy hoạch ban đầu cũng có tuyến đường ray cao tốc Narita Shinkansen nối sân bay với trung tâm Tokyo nhưng dự án này bị hủy bỏ do không đền bù đủ đất.
Ngày 26 tháng 11 năm 1986, cơ quan quản lý sân bay này bắt đầu thực hiện giai đoạn 2, một đường băng nằm về phía Bắc của đường băng chính ban đầu. Để tránh các vấn đề gặp phải như giai đoạn 1, Bộ Giao thông Vận tải Nhật Bản đã hứa năm 1991 rằng việc mở rộng này sẽ không liên quan tới việc tước đoạt đất đai. Những người dân ở khu vực xung quanh đã được đền bù do ô nhiễm tiếng ồn và âm thanh từ công trường dù một số nông dân từ chối đi bị cưỡng chế. Đường băng này được mở cửa ngày 18 tháng 4 năm 2002, kịp cho World Cup tổ chức tại Nhật Bản năm đó. Tuy nhiên, đường băng này chỉ dài 2180 m, chỉ hơn ½ độ dài theo quy hoạch ban đầu, quá ngắn cho tàu bay Boeing 747 cất hạ cánh. Giai đoạn 2 cũng bao gồm việc xây một nhà ga hành khách do Công ty Takenaka xây dựng xong ngày 6 tháng 12 năm 1992.
Suốt cuối thập niên 1980, nhà ga xe lửa chính củaq Sân bay Narita nằm khá xa nhà ga. Bộ trưởng Giao thông Nhật Shintaro Ishihara, người hiện nay là thống đốc Tokyo, đã yêu cầu công ty vận hành tuyến tàu hỏa sân bay là JR và Keisei Railway nối tuyến này trực tiếp vào các nhà ga sân bay và mở nhà ga ngầm để phục vụ tàu Shinkansen đến tận nhà ga. Dịch vụ tàu điện shinkansen trực tiếp đã đến nhà ga ngày 19 tháng 3 năm 1991 và Nhà ga tàu hỏa Narita cũ được đổi tên thành Ga Higashi-Narita.
Cuối thập niên 1980, Liên hiệp (của những người phản đối) xây hai tháp bằng thép cao 30,8 m và 62,3 m phong tỏa đầu phía Bắc của đường băng chính. Tháng 1 năm 1990, Tòa án quận Chiba đã ra lệnh tháo dỡ hai tháp thép này mà không bồi thường cho Liên hiệp; Tòa án Tối cao Nhật Bản đã tán thành phán quyết này là hợp hiến năm 1993.

### Các vấn đề hiện nay
Ngày 1 tháng 4 năm 2004, Sân bay quốc tế mới Tokyo đã được tư nhân hóa và chính thức đổi tên thành Sân bay quốc tế Narita, phản ánh mệnh danh nổi tiếng của nó kể từ khi mở cửa. Sau khi tư nhân hóa, sân bay này đã đạt được mức vận tải kỷ lục và nhiều dự án xây dựng được tiếp tục.
Ngoài những tranh chấp chính trị tiếp diễn giảm dần tích ác liệt theo thời gian, các tranh cãi về vị trí và phí hạ cánh đã ảnh hưởng xấu đến sân bay này. Do nhiều hãng hàng không muốn sử dụng nó còn Cục hàng không Nhật Bản lại hạn chế số chuyến bay của mỗi hãng hàng không hoạt động tại đây khiến cho sân bay này đắt đỏ đối với hãng hàng không và hành khách.
Một trong những chỉ trích không ngớt về sân bay này là khoảng cách xa trung tâm Tokyo, đi bằng tàu cao tốc nhanh nhất cũng phải mất 1 tiếng và mất thời gian lâu hơn nếu đi bằng đường bộ do nạn kẹt xe. Khoảng cách này càng trở thành vấn đề hơn đối với vùng Tây Tokyo và Tỉnh Kanagawa, cả hai gần Sân bay Haneda hơn. Tuyến Đường sắt Nhanh Narita, dự kiến hoàn thành và mở của năm 2010 sẽ làm giảm thời gian đi bớt 20 phút.
Nhiều cổng tại nhà ga Narita đang được lắp đặt cầu dẫn khách đôi để phục vụ tàu bay khổng lồ Airbus A380. Singapore Airlines dự định bay bằng tàu bay A380 đầu tiên đến Narita vào mùa Hè năm 2007.
Dù Bộ Đất đai, Hạ tầng và Giao thông đã cho Sân bay Narita độc quyền phục vụ khách quốc tế đến vùng Tokyo, sự độc quyền này đang dần giảm đi. Sân bay Haneda có một số chuyến bay quốc tế hạn chế đi Đài Loan và sau đó được thay bằng các chuyến đi Sân bay Gimpo ở Seoul. Sau khi xây xong đường băng D ở Haneda năm 2009, chính phủ Nhật Bản có ý định chuyển các chuyến bay quốc tế khác đến Haneda để giảm tải cho Narita. Nhiều kế hoạch xây sân bay thứ 3 cho Tokyo đã được đề xuất, sân bay mới này có thể nằm ở Bãi biển Kujukuri ở Đông Chiba hoặc trên một hòn đảo nhân tạo ở Vịnh Tokyo.

## Các nhà ga và các hãng hàng không
Sân bay Narita có hai nhà ga riêng biệt với một nhà ga xe lửa ngầm. Giữa các nhà ga hàng không là xe bus và xe lửa, không có lối đi dành cho người đi bộ nối hai nhà ga.
| Hãng hàng không                                  | Các điểm đến | Nhà ga/ Hành lang |
| ------------------------------------------------ | --- | ----------------- |
| Aerofleet                                        | Moscow-Sheremetyevo | 1 Bắc             |
| Aeroflot vận hành bởi Aurora                     | Vladivostok Thuê chuyến: Yuzhno-Sakhalinsk | 1 Bắc             |
| Aeroméxico1                                      | Thành phố México | 1 Bắc             |
| AirAsia X                                        | Kuala Lumpur | 2                 |
| Air Busan                                        | Busan | 1 Nam             |
| Air Canada                                       | Calgary, Vancouver Theo mùa: Toronto-Pearson | 1 Nam             |
| Air China                                        | Bắc Kinh-Thủ đô, Đại Liên, Thượng Hải-Phố Đông | 1 Nam             |
| Air France                                       | Paris-Charles de Gaulle | 1 Bắc             |
| Air India                                        | Delhi | 2                 |
| Air Macau                                        | Macau | 2                 |
| Air New Zealand                                  | Auckland Theo mùa: Christchurch | 1 Nam             |
| Air Niugini                                      | Port Moresby | 2                 |
| Air Tahiti Nui                                   | Papeete | 2                 |
| Aircalin                                         | Nouméa | 1 Bắc             |
| Alitalia                                         | Milan-Malpensa, Rome-Fiumicino, Venice-Marco Polo (ngưng từ 29/3/2015) | 1 Bắc             |
| All Nippon Airways                               | Bangkok-Suvarnabhumi, Bắc Kinh-Thủ đô, Thành Đô, Chicago-O'Hare, Delhi, Düsseldorf, Fukuoka, Quảng Châu, Hàng Châu, Houston-Intercontinental (bắt đầu từ ngày 12 tháng 6 năm 2015), Jakarta-Soekarno-Hatta, Kuala Lumpur (tiếp tục từ 1/9/2015), Los Angeles, Manila, Mumbai, Naha, New York-JFK, Niigata, Osaka-Itami, Paris-Charles de Gaulle, Thanh Đảo, San Francisco, San Jose (CA), Sapporo-Chitose, Seattle/Tacoma, Thượng Hải-Phố Đông, Thẩm Dương, Singapore, Washington-Dulles, Hạ Môn, Yangon | 1 Nam             |
| All Nippon Airways vận hành bởi ANA Wings        | Nagoya-Centrair, Sendai | 1 Nam             |
| All Nippon Airways vận hành bởi Air Japan        | Đại Liên, Tp Hồ Chí Minh, Hong Kong, Honolulu, Đài Bắc-Đào Viên | 1 Nam             |
| ANA Connection vận hành bởi Ibex Airlines        | Hiroshima, Komatsu | 1 Nam             |
| Asia Atlantic Airlines                           | Bangkok-Suvarnabhumi | 2                 |
| American Airlines                                | Chicago-O'Hare, Dallas/Fort Worth, Los Angeles | 2                 |
| Asiana Airlines                                  | Seoul-Incheon | 1 Nam             |
| Austrian Airlines                                | Vienna (resumes 1 Tháng 4 năm 2015) | 1 Nam             |
| Austrian Airlines vận hành bởi Tyrolean Airways  | Vienna (ngưng từ ngày 31 Tháng 3 năm 2015) | 1 Nam             |
| British Airways                                  | London-Heathrow | 2                 |
| Cathay Pacific                                   | Hong Kong, Đài Bắc-Đào Viên | 2                 |
| Cebu Pacific                                     | Cebu (bắt đầu từ ngày 26 Tháng 3 năm 2015), Manila | 2                 |
| China Airlines                                   | Honolulu, Cao Hùng, Đài Bắc-Đào Viên | 2                 |
| China Eastern Airlines                           | Bắc Kinh-Thủ đô, Nam King, Thượng Hải-Phố Đông | 2                 |
| China Southern Airlines                          | Trường Xuân, Đại Liên, Quảng Châu-Bạch Vân, Cáp Nhĩ Tân (tiếp tục từ 30 tháng 3 năm 2015), Thẩm Dương | 1 Bắc             |
| Delta Air Lines                                  | Atlanta, Bangkok-Suvarnabhumi, Detroit, Guam, Honolulu, Koror, Los Angeles, Manila, Minneapolis/Saint Paul, New York-JFK, Portland (OR), Saipan, Seattle/Tacoma, Thượng Hải-Phố Đông, Singapore, Đài Bắc-Đào Viên | 1 Bắc             |
| Eastar Jet                                       | Seoul-Incheon | 2                 |
| Emirates                                         | Dubai-International | 2                 |
| Ethiopian Airlines                               | Addis Ababa (bắt đầu từ ngày 20/4/2015) | 1 Nam             |
| Etihad Airways                                   | Abu Dhabi | 1 Nam             |
| EVA Air                                          | Cao Hùng, Đài Bắc-Đào Viên | 1 Nam             |
| Finnair                                          | Helsinki | 2                 |
| Garuda Indonesia                                 | Denpasar/Bali | 1 Bắc             |
| Hong Kong Express Airways                        | Hong Kong | 2                 |
| Japan Airlines                                   | Bangkok-Suvarnabhumi, Bắc Kinh-Thủ đô, Boston, Busan, Chicago-O'Hare, Đại Liên, Delhi, Dallas,Frankfurt, Fukuoka, Guam, Quảng Châu-Bạch Vân, Hà Nội, Helsinki, Tp Hồ Chí Minh, Hong Kong, Honolulu, Jakarta-Soekarno-Hatta, Cao Hùng, Kuala Lumpur, Los Angeles, Manila, Moscow-Domodedovo, Nagoya-Centrair, New York-JFK, Osaka-Itami, Paris-Charles de Gaulle, San Diego, Sapporo-Chitose, Seoul-Incheon, Thượng Hải-Phố Đông, Singapore, Sydney, Đài Bắc-Đào Viên, Vancouver                          | 2                 |
| Japan Airlines vận hành bởi Japan Transocean Air | Naha | 2                 |
| Jeju Air                                         | Seoul-Incheon | 2                 |
| Jet Asia Airways                                 | Bangkok-Suvarnabhumi | 2                 |
| Jetstar Airways                                  | Cairns, Gold Coast, Melbourne, Sydney | 2                 |
| Jetstar Japan                                    | Fukuoka, Kagoshima, Kumamoto, Matsuyama, Naha, Ōita, Osaka-Kansai, Sapporo-Chitose, Takamatsu | 2                 |
| KLM                                              | Amsterdam | 1 Bắc             |
| Korean Air                                       | Busan, Honolulu, Jeju, Seoul-Incheon | 1 Bắc             |
| Lufthansa                                        | Frankfurt | 1 Nam             |
| Malaysia Airlines                                | Kota Kinabalu, Kuala Lumpur | 2                 |
| MIAT Mongolian Airlines                          | Ulaanbaatar | 1 Nam             |
| Pakistan International Airlines                  | Bắc Kinh-Thủ đô, Islamabad, Karachi, Lahore | 2                 |
| Peach                                            | Osaka-Kansai, Sapporo-Chitose (từ 29/3/2015), Fukuoka (bắt đầu từ ngày 29 tháng 3 năm 2015) | 1 Nam             |
| Philippine Airlines                              | Cebu, Manila | 2                 |
| Qantas                                           | Brisbane (tiếp tục từ ngày 1 tháng 8 năm 2015), Sydney (ngừng từ 31/7/2015) | 2                 |
| Qatar Airways                                    | Doha | 2                 |
| S7 Airlines                                      | Khabarovsk, Vladivostok | 2                 |
| Scandinavian Airlines                            | Copenhagen Theo mùa: Bergen | 1 Nam             |
| Scoot                                            | Singapore, Đài Bắc-Đào Viên | 2                 |
| Singapore Airlines                               | Los Angeles, Singapore | 1 Nam             |
| Spring Airlines Japan                            | Hiroshima, Saga, Takamatsu | 2                 |
| SriLankan Airlines                               | Colombo-Bandaranaike | 2                 |
| Swiss International Air Lines                    | Zürich | 1 Nam             |
| Thai AirAsia X                                   | Bangkok-Don Mueang | 2                 |
| Thai Airways                                     | Bangkok-Suvarnabhumi | 1 Nam             |
| TransAsia Airways                                | Đài Bắc-Đào Viên | 2                 |
| Turkish Airlines                                 | IstanbulIstanbul-Atatürk | 1 Nam             |
| United Airlines                                  | Chicago-O'Hare, Denver, Guam, Honolulu, Houston-Intercontinental, Los Angeles, Newark, San Francisco, Seoul-Incheon, Singapore, Washington-Dulles | 1 Nam             |
| Uzbekistan Airways                               | Tashkent | 1 Nam             |
| Vanilla Air                                      | Amami Oshima, Hong Kong, Cao Hùng, Naha, Sapporo-Chitose, Seoul-Incheon (ngừng từ 29/3/2015), Đài Bắc-Đào Viên | 2                 |
| Vietnam Airlines                                 | Đà Nẵng, Hà Nội, Tp Hồ Chí Minh, Vân Đồn | 1 Bắc             |
| Vietjet Air                                      | |                   |
|                                                  | |                   |
|                                                  | |                   |
|                                                  | |                   |
|                                                  | |                   |
|                                                  | |                   |
|                                                  | |                   |
|                                                  | |                   |
|                                                  | |                   |
|                                                  | |                   |
|                                                  | |                   |
|                                                  | |                   |
|                                                  | |                   |
|                                                  | |                   |
|                                                  | |                   |
|                                                  | |                   |
|                                                  | |                   |
|                                                  | |                   |
|                                                  | |                   |
|                                                  | |                   |
|                                                  | |                   |
|                                                  | |                   |
|                                                  | |                   |
|                                                  | |                   |
|                                                  | |                   |
|                                                  | |                   |
|                                                  | |                   |
|                                                  | |                   |
|                                                  | |                   |
|                                                  | |                   |
|                                                  | |                   |
|                                                  | |                   |
|                                                  | |                   |
|                                                  | | Hà Nội,           |

### Hàng hóa
| Hãng hàng không          | Các điểm đến |
| ------------------------ | --- |
| Air China Cargo          | Thượng Hải-Phố Đông |
| Air France Cargo         | Paris-Charles de Gaulle |
| Air Hong Kong            | Hong Kong |
| AirBridgeCargo Airlines  | Amsterdam, Moscow-Sheremetyevo |
| ANA Cargo                | Bangkok-Suvarnabhumi, Đại Liên, Hong Kong, Jakarta-Soekarno-Hatta, Okinawa, Osaka-Kansai, Seoul-Incheon, Thượng Hải-Phố Đông, Singapore, Đài Bắc-Đào Viên, Hạ Môn                                                                                 |
| Cargo Garuda Indonesia   | Jakarta-Soekarno-Hatta |
| Cathay Pacific           | Hong Kong |
| China Airlines Cargo     | Đài Bắc-Đào Viên |
| China Cargo Airlines     | Thượng Hải-Phố Đông |
| Emirates SkyCargo        | Dubai-Al Maktoum |
| FedEx Express            | Anchorage, sân bay quốc tế Bạch Vân Quảng Châu, Memphis, Oakland |
| Hong Kong Airlines Cargo | Hong Kong |
| KLM Cargo                | Amsterdam |
| Korean Air Cargo         | Seoul-Incheon |
| Lufthansa Cargo          | Frankfurt |
| MASkargo                 | Johor Bahru, Kuala Lumpur, Penang |
| Nippon Cargo Airlines    | Amsterdam, Anchorage, Bangkok-Suvarnabhumi, Bắc Kinh-Thủ đô, Chicago-O'Hare, Dallas/Fort Worth, Hong Kong, Los Angeles, Milan-Malpensa, Nagoya-Centrair, New York-JFK, Osaka-Kansai, San Francisco, Seoul-Incheon, Thượng Hải-Phố Đông, Thiên Tân |
| Singapore Airlines Cargo | Bangkok-Suvarnabhumi, Singapore |
| Southern Air             | Anchorage, Chicago-O'Hare, Seoul-Incheon |
| Swiss WorldCargo         | Zürich |
| Thai Cargo               | Bangkok-Suvarnabhumi, Đài Bắc-Đào Viên |
| UPS Airlines             | Clark, Louisville, Ontario, Thượng Hải-Phố Đông |
| Yanda Airlines           | Bangkok-Suvarnabhumi |

## Thống kê

### Các tuyến đông nhất

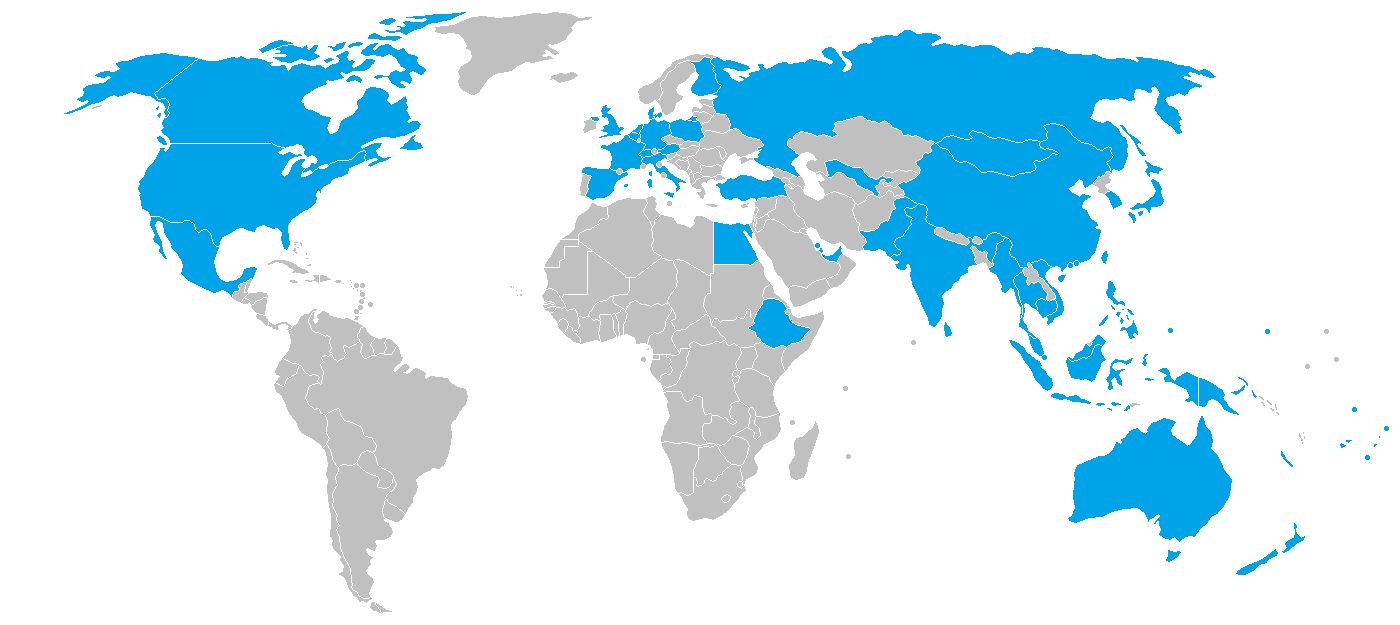
Các điểm đến của hành khách từ sân bay quốc tế Tokyo-Narita

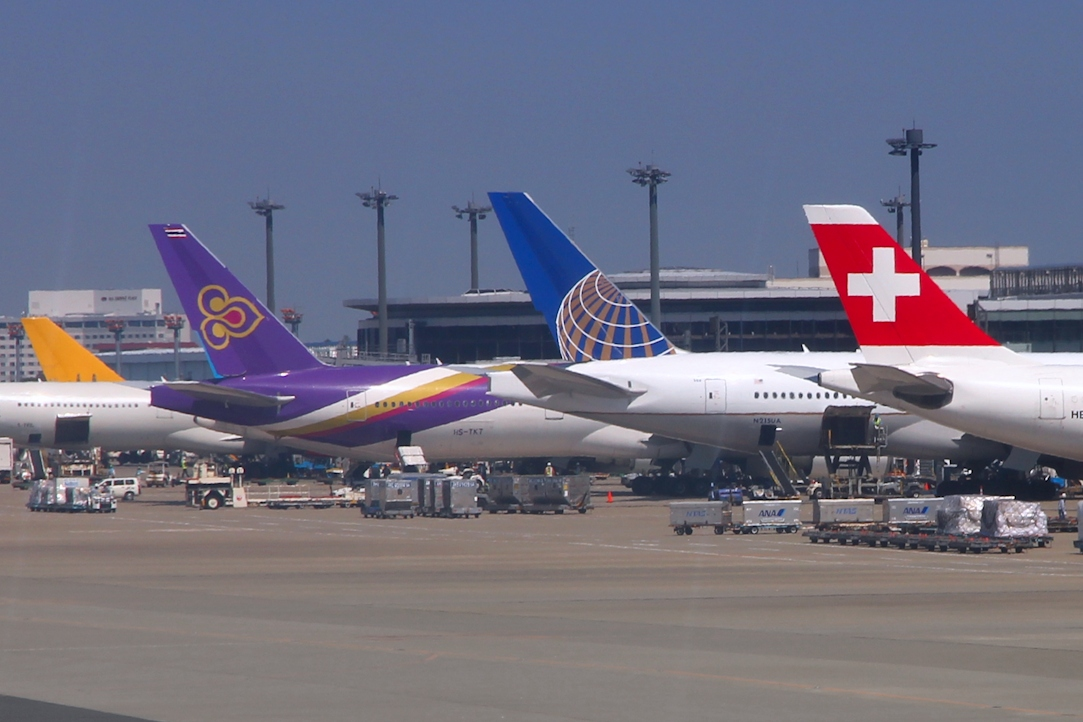
Swiss Air Lines, United Airlines, Thai Airways tại Narita

| Xếp hạng | Sân bay                | Hành khách | Hành lý                                                                |
| -------- | ---------------------- | ---------- | ---------------------------------------------------------------------- |
| 1        | Sân bay Chitose mới    | 1,829,795  | All Nippon Airways, Japan Airlines, Jetstar Japan, Peach, Spring Japan |
| 2        | Sân bay Fukuoka        | 1,159,026  | All Nippon Airways, Japan Airlines, Jetstar Japan, Peach               |
| 3        | Sân bay quốc tế Kansai | 770,839    | Jetstar Japan, Peach                                                   |
| 4        | Sân bay Naha           | 732,588    | All Nippon Airways, Jetstar Japan, Peach                               |
| 5        | Sân bay quốc tế Osaka  | 465,795    | All Nippon Airways, Japan Airlines                                     |

| Xếp hạng | Sân bay                           | Hành khác | Thay đổi hàng năm | Carriers                      |
| -------- | --------------------------------- | --------- | ----------------- | ----------------------------- |
| 1        | Sân bay Helsinki-Vantaa           | 348,259   | 24.5%             | Finnair, Japan Airlines       |
| 2        | Sân bay Paris-Charles-de-Gaulle   | 286,345   | 2.7%              | Air France                    |
| 3        | Sân bay Amsterdam Schiphol        | 251,852   | 7.9%              | KLM                           |
| 4        | Sân bay quốc tế Leonardo da Vinci | 196,884   | 2.9%              | Alitalia                      |
| 5        | Sân bay Zürich                    | 144,410   | 1.6%              | Swiss International Air Lines |
| 6        | Sân bay Copenhagen                | 144,374   | 0.8%              | Scandinavian                  |
| 7        | Sân bay Heathrow                  | 137,030   | 7.1%              | British Airways               |
| 8        | Sân bay quốc tế Frankfurt         | 129,796   | 33.2%             | Japan Airlines                |
| 9        | Sân bay quốc tế Malpensa          | 128,467   | 3.5%              | Alitalia                      |
| 10       | Sân bay Düsseldorf                | 117,887   | 21.2%             | All Nippon Airways            |

### Thống kê hoạt động sân bay

#### Số lượng hành khách
- Nội địa
- Quốc tế

#### Khối lượng hàng hóa (tấn)
- Nội địa
- Quốc tế

Nguồn: Bộ Đất đai, Hạ tầng, Giao thông và Du lịch Nhật Bản

## Các liên kết ngoài
- Trang tin của Sân bay quốc tế Narita

Lịch sử và chính trị:
- Todd Crowell, "An end to the 39-year war," ngày 30 tháng 7 năm 2005
- "Editorial - Narita fiasco: never again," The Japan Times, ngày 26 tháng 7 năm 2005
- Stephan Hauser, "Field of dreams - filled with concrete Lưu trữ ngày 26 tháng 4 năm 2006 tại Wayback Machine," Tokyo Journal, Feb. 2000
- Appeal to Stop Use of the Second Runway at Narita Airport